# Christian Nettelbladt (der Ältere)

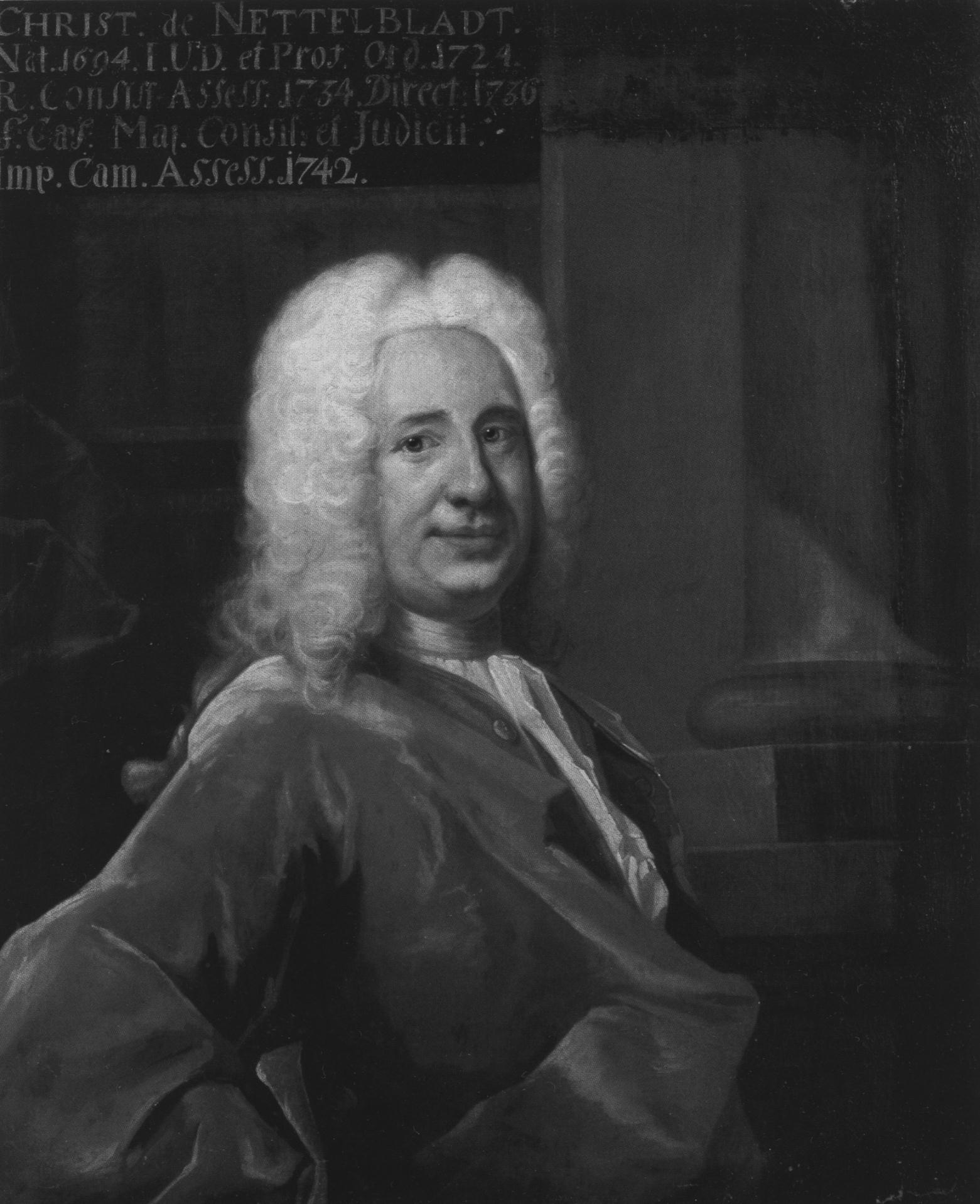
Christian Nettelbladt als Professor in Greifswald

Christian Nettelbladt, seit 1762 Freherr von Nettelbladt (* 2. Oktober 1696 in Stockholm; † 12. August 1775 in Wetzlar) war ein deutscher Jurist. Er war neben Hermann Heinrich von Engelbrecht und Augustin von Balthasar einer der bedeutendsten Greifswalder Rechtswissenschaftler des 18. Jahrhunderts und zugleich einer der ersten und wichtigsten Vertreter einer aktiven schwedischen Kulturpolitik in Pommern, die er durch sein Periodikum „Schwedische Bibliothec“ förderte. Ab 1743 wirkte er dann als Assessor am Reichskammergericht. 

## Herkunft
Seine Eltern waren der deutsche Kaufman Kaspar Nettelbladt (1658–1726) und dessen Ehefrau Anna Dorothea Brandenburg (1652–1732). Sein Vater kaufte 1685 die Eisenmanufaktur in Orsa (Provinz Kopparberg) außerdem hielt er Anteile an mehreren Bergwerken und Schiffen. Er war auch politisch aktiv, so wurde er 1713 Mitglied der Vermittlungskommission des Bürgerstandes, die mit den drei Ständen des schwedischen Reichstags verhandelte. Im Jahr 1720 wurde er Mitglied des Bürgerstandes im schwedischen Reichstag und auch Mitglied des Geheimen- und des Defensions-Ausschusses. Seine Mutter Anna Dorothea Brandenburg war eine Tochter des Stralsunder Ratsverwandten Baltzar Brandenburg und der Dorothea Buchow. Sein Bruder Balthasar (Baltzar) (1691–1769) war wie sein Vater Kaufmann und Reeder.

## Leben
1714 beendete er die deutsche Schule in Stockholm und ging an die Universität Uppsala zum Studium der Theologie. Bereits nach zwei Monaten wechselte er jedoch an die Universität Rostock und nahm dort ein Jurastudium auf. Über Jena ging Nettelbladt nach Halle zu Christian Thomasius, Johann Peter von Ludewig, Nikolaus Hieronymus Gundling und Justus Henning Böhmer. Der Vater erlitt durch den Nordischen Krieg schwere finanzielle Verluste, so dass Christian zurückkehren musste.
Er schloss sich als Kanzlist einer schwedischen Gesandtschaft an, die im Juli 1720 nach Braunschweig zum bevorstehenden Friedenskongress abgeordnet wurde. Von dort zog er nach Hamburg. 1724 wurde Nettelbladt vom König (gegen den Willen der Fakultät) zum ordentlichen Professor der Rechte in Greifswald ernannt. Vor seinem Amtsantritt ging er an die Universität Groningen, um zu promovieren. Nach dem Besuch einiger Städte Hollands gelangte er Ende des Jahres nach Greifswald. 
Nettelbladt war seit 1729 Mitglied der Königlichen Gesellschaft der Wissenschaften in Uppsala. 1734 ernannte man ihn zum Beisitzer des Greifswalder Konsistoriums und er wurde Professor Primarius der Juristischen Fakultät. 1736 erfolgte die Ernennung zum Direktor des Konsistoriums.
Im Jahre 1743 wurde Nettelbladt Assessor am Reichskammergericht in Wetzlar. Es war für Schweden wichtig, diese Stelle mit einem guten Juristen zu besetzen, der sein Amt lange ausüben sollte. Daher blieben auch spätere Bewerbungen Nettelbladts um schwedische Stellen erfolglos. Am 22. Januar 1746 wurde er mit dem Adelsprädikat „von Nettelbla“ in den Reichsadelsstand erhoben. 1751 erhielt er das Ritterkreuz des Schwedischen Nordsternordens. Am 4. Mai 1762 wurde Nettelbladt in die Matrikel der Reichsfreiherrn aufgenommen.
Am 22. April 1774 wurde er wegen Korruption von der Reichskammergerichtsvisitation entlassen. Ein Jahr später starb er gebrechlich und finanziell ruiniert.

## Familie
Seine erste Frau war N.N. Papke, eine Schwester des Professors Jeremias Papke. Das Paar blieb ohne Kinder. Im Jahr 1742 heiratete er Maria Amalia Lütkemann, eine Tochter des Generalsuperintendenten Timotheus Lütkemann (1680–1738). Dieser Ehe entstammt der Rostocker Kanzleidirektor Karl Friedrich Wilhelm von Nettelbladt (1749–1818), sein Enkel war der Jurist und Freimaurer Christian Karl Friedrich Wilhelm von Nettelbladt (1779–1843).

## Werke (Auswahl)
- (zusammen mit Karl Friedrich Wilhelm von Nettelbladt) Nexus Pomeraniae cum S. R. G. Imperio, oder Versuch einer Abhandlung von der Verbindlichkeit Pommerschen Landen, sonderlich Königlich-Schwedischen Antheils, mit dem Heilig-Römisch-Teutschen Reich. Garbe, Frankfurt am Main 1766 (Digitalisat).
- (zusammen mit Karl Friedrich Wilhelm von Nettelbladt) Vorläufige kurzgefaßte Nachricht von einigen Klöstern der H. Schwedischen Birgitte auserhalb Schweden besonders in Teutschland. Frankfurt und Ulm 1764 (Digitalisat des Exemplars der Bayerischen Staatsbibliothek).